# V-Antenne

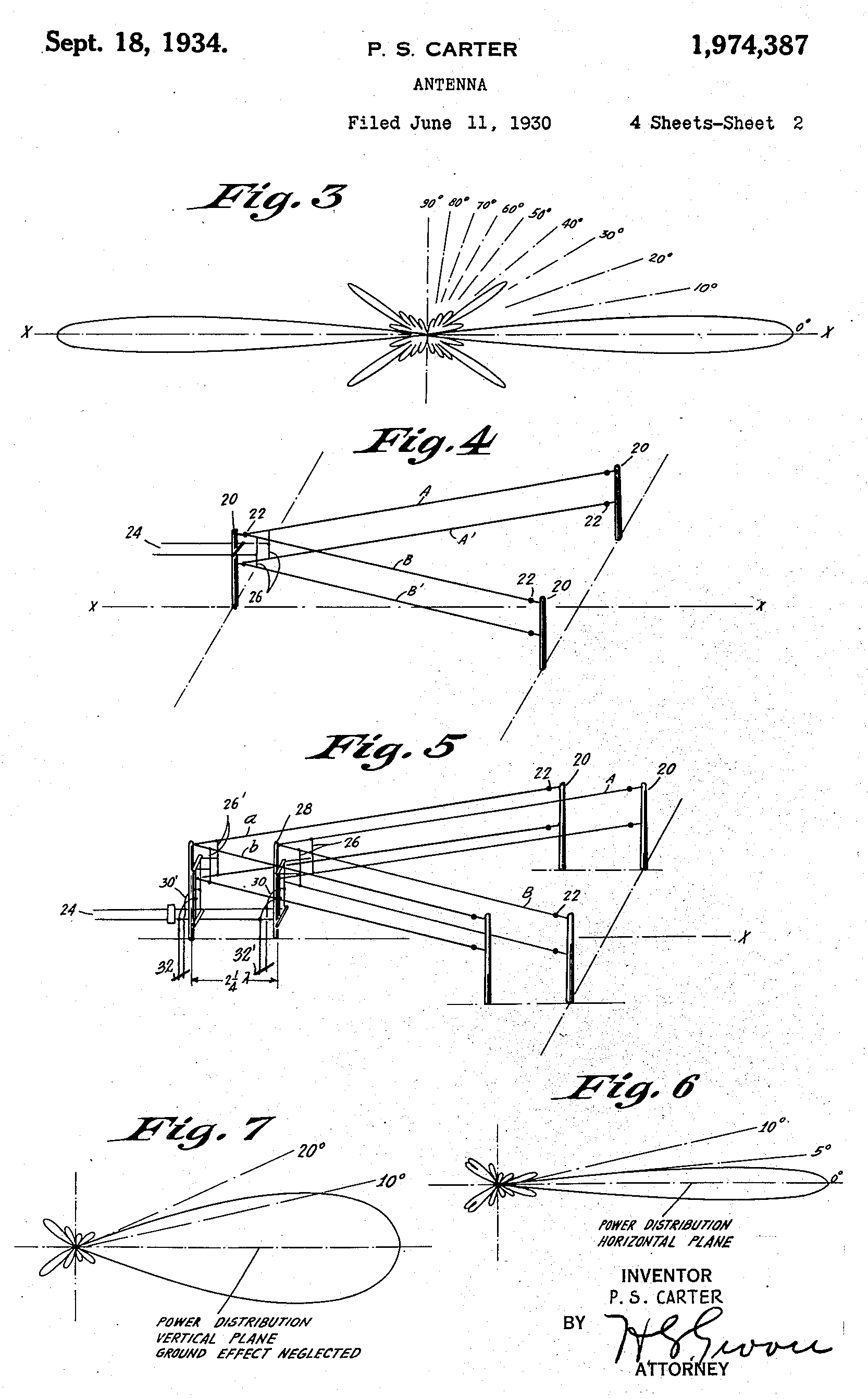
Antennendiagramm und Aufbau der V-Antenne, aus der Patentschrift von Carter

Eine V-Antenne ist eine Richtantenne, die im Frequenzbereich von ca. 1 MHz bis ca. 1 GHz als Sende- und Empfangsantenne dient. Sie zählt zu der Gruppe der Langdrahtantennen und wurde im Jahre 1928 von Lindenblad erfunden und im Jahre 1930 von Philip Staats Carter bei der Firma Radio Corporation of America (RCA) in einem Patent beschrieben.

## Aufbau und Beschreibung
Bei der V-Antenne wird durch die V-förmige Anordnung zweier horizontaler Langdrahtantennen die Richtwirkung und der Antennengewinn erhöht. Dadurch entsteht eine bidirektional wirkende (nach zwei Richtungen wirksame) Richtantenne. Der Gewinn einer V-Antenne ist um ca. 3 dB höher als der eines gleich langen Einzeldrahtes, vorausgesetzt, dass der Spreizwinkel α (alpha) optimal gewählt wurde.
Mit wachsender Schenkellänge steigt der Antennengewinn in der Hauptstrahlrichtung, gleichzeitig wird die Bündelung des Strahls schärfer. Der optimale Spreizwinkel ist von der Schenkellänge abhängig, er wird mit steigender Schenkellänge kleiner. Bei einer V-Antenne ist die Schenkellänge relativ unkritisch. Der Spreizwinkel ist, besonders bei großen Schenkellängen, sehr kritisch. Der Spreizwinkel bewirkt, dass sich die Hauptkeulen im Richtdiagramm der beiden Antennenzweige phasengleich zusammensetzen.
Für die Berechnung des Spreizwinkels gilt der folgende empirische Zusammenhang:
{\displaystyle {\frac {\alpha }{2}}=50{,}9\cdot {\left({\frac {l}{\lambda }}\right)^{-0,513}}}
- α = Spreizwinkel
- λ = Wellenlänge
- l = Schenkellänge (Länge der Einzeldrähte)

Die Hauptstrahlrichtung der Antenne liegt in der Richtung der Winkelhalbierenden. Der Erhebungswinkel der Strahlung ist relativ klein. Die V-Antenne eignet sich deshalb vor allem für die hochfrequenten Kurzwellenbänder.
Die Speisung der V-Antenne erfolgt in einem Spannungsbauch, sie hat deshalb eine hochohmige Eingangsimpedanz. Ein Mehrbandbetrieb ist bei Verwendung einer abgestimmten Speiseleitung möglich. Beim Einbandbetrieb ist eine Speisung der Antenne über eine unabgestimmte Speiseleitung, über eine abgeschlossene Viertelwellenstichleitung, vorteilhafter. Bei großen Schenkellängen beträgt der Eingangswiderstand ca. 600 Ω.

## Abgeschlossene V-Antenne
Eine Abgeschlossene V-Antenne ist eine Richtantenne, welche im Frequenzbereich von ca. 1 MHz bis ca. 1 GHz als Sende- und Empfangsantenne dient. Sie zählt zu der Gruppe der Langdrahtantennen und wurde im Jahre 1933 von Philip Staats Carter in einem Patent (P. S. Carter – US 2,099,296 - 1933) beschrieben.
Für den Aufbau der Antenne werden 3 Maste und 2 Abschlusswiderstände benötigt. Kritisch ist die Erdung der Abschlusswiderstände, da ihre Entfernung von der Erde im Normalfall der Masthöhe entspricht. Das Erdungsproblem kann durch den Einsatz einer künstlichen Erde gelöst werden. Die künstliche Erde wird aus λ/4 langen Drähten gebildet, die an die Abschlusswiderstände angeschlossen werden. Allerdings wird die Antenne dadurch frequenzabhängiger bzw. schmalbandiger. Bei Mehrbandbetrieb werden für jedes Band gesonderte λ/4-Leitungen benötigt.
Die angepasste, symmetrische Speiseleitung der abgeschlossenen V-Antenne hat einen Wellenimpedanz von ca. 450 Ω bis 600 Ω. Die abgeschlossene V-Antenne kann über ein beliebig langes 50-Ω-Koaxialkabel erregt werden. Dazu wird am Speisepunkt ein Ringkern-Balun 9:1 bis 12:1 eingesetzt.

## Inverted-V-Antenne
Von einer Inverted-V-Antenne (englisch inverted ‚umgekehrt‘) wird gesprochen, wenn die Spitze oben liegt.

## Abgeschlossene Inverted-V-Antenne
Eine abgeschlossene Inverted-V-Antenne, auch: halbe Rhombusantenne, ist eine Richtantenne, die im Frequenzbereich von ca. 1 MHz bis ca. 1 GHz als Sende- und Empfangsantenne dient. Sie zählt zu der Gruppe der Langdrahtantennen und wurde im Jahre 1929 von E. Bruce in einem Patent (E. Bruce – US 1,899,410 - 1929) beschrieben.
Abgeschlossene Inverted-V-Antennen werden vor allem in der Form eines senkrecht aufgebauten, stumpfwinkligen V-Strahlers verwendet.
Der vertikale Aufbau hat den Vorteil, dass nur ein Mittelmast benötigt wird und dass der Abschlusswiderstand unmittelbar geerdet werden kann. In dieser Ausführung ist die Antenne gemischt polarisiert. Die Hauptstrahlung verläuft unidirektional (einseitig wirksam) in Richtung zum mit dem Abschlusswiderstand abgeschlossenen Antennenende.
Wie bei der offenen Version der Inverted-V-Antenne hängt der optimale Spreizwinkel α von der Schenkellänge l ab. Es ergeben sich für die geschlossene Ausführung der Inverted-V-Antenne in etwa die gleichen Werte. Der optimale Abschlusswiderstand beträgt annähernd 600 Ω. Er hat damit den gleichen Wert wie die Impedanz der Antenne. Die Impedanz hängt nur wenig von der Frequenz ab. Dadurch ergibt sich auch eine Eingangsimpedanz von etwa 600 Ω. Die Eingangsimpedanz ist über einen sehr großen Frequenzbereich reell.
Ein typischer Einsatzbereich der abgeschlossenen Inverted-V-Antenne sind z. B. Scatter-Messungen.